# Hosapete, Chitradurga
Hosapete là một làng thuộc tehsil Chitradurga, huyện Chitradurga, bang Karnataka, Ấn Độ.